# Wilhelm Rem

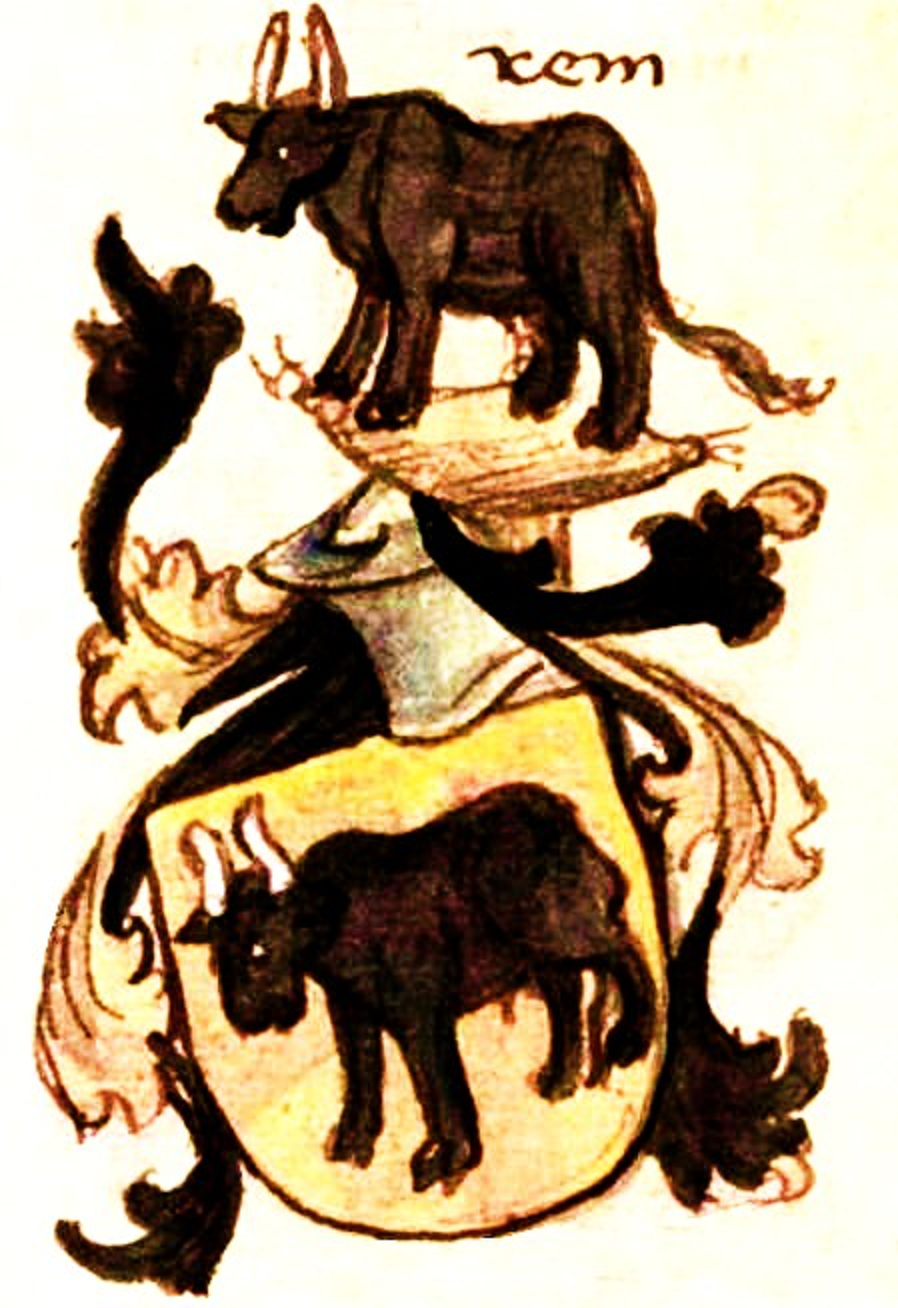
Wappen der Rem

Wilhelm Rem (auch Wilhelm Räm; * 1462 in Augsburg; † 1529, vor Oktober 1529, wohl ebenda) war ein Augsburger Chronist und Kaufmann.
Rem entstammte einem Augsburger Patriziergeschlecht. Lucas Rem war sein Vetter. Über sein Leben ist wenig bekannt. Er soll ein Wohltäter gegenüber den Armen in Augsburg gewesen sein. Im Jahr 1517 linderte er eine Hungersnot in der Stadt, als er Vorräte an Getreide und Mehl zu Brot backen ließ und dies unter den Bedürftigen verteilte.

## Werke
- Chronica alter und neuer Geschichten, Chronik Augsburgs bis zum Jahr 1511, eine Fortsetzung und Überarbeitung der Chronik von Hektor Mülich.
- Chronica neuer Geschichten, Chronik Augsburgs von 1512 bis 1527.